# 名古屋市立伝馬小学校
名古屋市立伝馬小学校（なごやしりつ てんましょうがっこう）は、愛知県名古屋市南区豊二丁目にある公立小学校。

## 歴史

### 校名の由来
校名の「伝馬」は学区内にかつて存在した「伝馬新田」に由来している。伝馬新田は1673年（寛文13年）に伝馬役人らの尽力により成立したことによる。

### 沿革
- 1962年（昭和37年）9月1日 - 名古屋市立明治小学校より、名古屋市立伝馬小学校として分離独立[2]。
- 1966年（昭和41年）4月 - 全教室にテレビ受像機が完備され、同時に校内テレビ放送設備が整備された[1]。これに関連し、翌年度は市教育委員会より視聴覚教育の研究指定を受ける[1]。

### 児童数の変遷
『愛知県小中学校誌』（1998年）によると、児童数の変遷は以下の通りである。
| 1962年（昭和37年） | 504人 |  |
| 1967年（昭和42年） | 701人 |  |
| 1977年（昭和52年） | 527人 |  |
| 1987年（昭和62年） | 467人 |  |
| 1997年（平成9年）  | 477人 |  |

## 通学区域
所管する名古屋市教育委員会は、2019年（令和元年）9月1日現在、南区豊一丁目・豊三丁目・豊四丁目の各全域および、内田橋二丁目・豊二丁目の各一部を通学区域として指定している。
また、卒業後の進学先は名古屋市立明豊中学校となっている。